# Пон-де-Лабом
Пон-де-Лабо́м (фр. Pont-de-Labeaume, окс. Pònt de la Bauma) — коммуна во Франции, находится в регионе Рона — Альпы. Департамент коммуны — Ардеш. Входит в состав кантона Тюэй. Округ коммуны — Ларжантьер.
Код INSEE коммуны — 07178.
Коммуна была образована 15 декабря 1903 года в результате разделения коммуны Ньель на Пон-де-Лабом и Лалевад-д’Ардеш.
Коммуна расположена приблизительно в 490 км к югу от Парижа, в 130 км южнее Лиона, в 26 км к западу от Прива, в долине реки Ардеш.

## Население
Население коммуны на 2008 год составляло 577 человек.
| 1962 | 1968 | 1975 | 1982 | 1990 | 1999 | 2008 |
| ---- | ---- | ---- | ---- | ---- | ---- | ---- |
| 465  | 532  | 545  | 529  | 517  | 485  | 577  |

## Экономика
В 2007 году среди 332 человек в трудоспособном возрасте (15—64 лет) 233 были экономически активными, 99 — неактивными (показатель активности — 70,2 %, в 1999 году было 64,5 %). Из 233 активных работали 192 человека (106 мужчин и 86 женщин), безработных было 41 (16 мужчин и 25 женщин). Среди 99 неактивных 21 человек были учениками или студентами, 30 — пенсионерами, 48 были неактивными по другим причинам.

## Достопримечательности
- Церковь Ньель в романском стиле. Исторический памятник с 1975 года[3]
- Межевой столб. Исторический памятник с 1932 года[4]